# 加納鉄哉
加納 鉄哉（かのう てっさい、1845年3月22日〈弘化2年2月15日〉 - 1925年〈大正14年〉10月28日）は、幕末から明治時代に活動した彫刻家。本名は光太郎。

## 経歴・人物
美濃国厚見郡岐阜（現・岐阜県岐阜市）に生まれ、幼少の頃から芸術に知識が深かった父より南画や彫刻等を学ぶ。1858年（安政5年）には禅寺に修行のため出家し、仏画や根付の制作に携わり鶴洲から彫刻を学んだ。明治維新直後の1868年（明治元年）に還俗し、尾張にて鉄筆画の技法について研究した後に上京しその技法を用いた絵画や彫刻の制作を行う。
1881年（明治14年）に開催された第2回内国勧業博覧会には鉄哉の作品が出品され、その後は日本および中国の古美術品の研究に携わった。1883年（明治16年）頃には奈良に移住し、翌1884年（明治17年）および1886年（明治19年）には当時同地に居住していた岡倉天心らと共に古美術の調査にも携わる。1887年（明治20年）には東京美術学校（現在の東京芸術大学）にて教鞭を執ったが、彫刻の制作に専念するためわずか2年後に依願退職した。その後は奈良に再度移住し、木彫や銅像、乾漆像等の多彩な彫刻作品の制作を行い仏像の修復作業にも携わった。

## その他
- 2020年2月4日放送、2023年3月7日放送の『開運!なんでも鑑定団』（テレビ東京系）にて鉄哉の作品が依頼品として出品されている。

## 受賞歴
- 妙技3等賞（1881年）- 第2回内国勧業博覧会にて受賞[3]。

## 主な作品
- 『三蔵法師像』
- 『十一面観音像』
- 『竹製扁額』- この作品で第2回内国勧業博覧会に出品[3]。